# 309 f.Kr.

## Händelser

### Efter plats

#### Mindre Asien
- Ptolemaios för personligen befälet över en flotta, som erövrar kustområdena i Lykien och Karien från Antigonos.

#### Grekland
- Kassander, som har hållit Alexander den stores änka Roxana och hennes son Alexander Aigos, den nominelle kung Alexander IV av Makedonien, fängslade i ett antal år, låter avrätta dem båda.
- Antigonos försöker förnya sin allians med den makedoniske generalen och förre regenten Polyperkhon, som fortfarande kontrollerar delar av Peloponnesos. Han skickar Herakles (Alexander den stores utomäktenskaplige son) till Polyperkhon med avsikt att denne skall behandla honom som tronkrävare till den makedoniska tronen.
- Polyperkhon lyckas skapa en armé bestående av 20 000 infanterister och 1 000 kavallerister samt utmanar Kassanders armé. Istället för att slåss börjar Kassander förhandla med Polyperkhon. Genom att erbjuda honom plats som general i hans egen armé och göra honom till guvernör över Peloponnesos övertygar han Polyperkhon att gå i allians med honom själv istället för Herakles. Som ett resultat av detta mördar Polyperkhon Herakles och dennes mor Barsine.
- Areios I efterträder sin farfar Kleomenes II som kung av Sparta.
- En folkräkning utförs i Aten. 21 000 medborgare, 10 000 utlänningar och 400 000 övriga – kvinnor, barn och slavar – lever i staden.

#### Karthago
- Sedan 480 f.Kr. har ett aristokratiskt nestorsråd styrt Karthago, men nu försöker stadens titulärkung Bomilcar genom en kupp återupprätta den fullständiga kungamakten. Hans försök misslyckas, vilket leder till att Karthago även officiellt blir en republik.
- Agathokles lämnar sin bror Antander att fortsätta försvaret av Syrakusa och landstiger själv i Nordafrika med målet att distrahera karthagerna från deras belägring av Syrakusa. Agathokles sluter ett fördrag med Kyrenaikas härskare Ofellas. Därefter utnyttjar han det allmänna missnöjet i Karthago och lyckas nästan inta staden.

#### Romerska republiken
- Samniterna gör återigen uppror mot Rom. Lucius Papirius Cursor utnämns till diktator för andra gången och vinner en stor seger över samniterna vid Longula.

#### Kina
- Strax efter att staten Qin har erövrat staten Shu (i nuvarande Sichuanprovinsen) anställer de Shuingenjören Bi Ling för att skapa Guanxianbevattningssystemet, som så småningom kommer att tillhandahålla vatten åt fem miljoner människor på ett 100-130 kvadratkilometer stort område, vilket fortfarande används idag.

## Födda
- Ptolemaios II Filadelfos, farao av Egypten (död 246 f.Kr.)

## Avlidna
- Roxana, hustru till Alexander den store och mor till Alexander IV av Makedonien (mördad)
- Alexander IV, kung av Makedonien sedan födseln 323 f.Kr. (mördad)
- Barsine och hennes son Herakles, utomäktenskaplig son till Alexander den store och tronpretendent av Makedonien (mördad; född 327 f.Kr.)
- Kleomenes II, kung av Sparta sedan 370 f.Kr.
- Zhang Yi, strateg inom den kinesiska staten Qin